# Mesmerized
Mesmerized är det norska metalbandet Extols första EP. EP:n utgavs 1999 av skivbolaget Endtime Productions.

## Låtlista
1. "Enthralled" – 3:58
2. "The Prodigal Son" – 6:05
3. "Storms of Disillusion" – 5:12
4. "Burial (Sanctum remix)" – 8:31
5. "Renhetens Elv (Sanctum remix)" – 4:24
6. "Work of Art (Raison d'Etre remix)" – 6:30

- Text och musik: Extol
- Spår 4–6 är remixade låtar från albumet Burial.

## Medverkande
Extol
- Peter Espevoll – sång
- Christer Espevoll – gitarr
- David Husvik – trummor, bakgrundssång
- Ole Børud – gitarr, sång
- Eystein Holm – basgitarr

Produktion
- Samuel Durling – producent
- Extol – producent
- Necrolord (Kristian Wåhlin) – omslagsdesign